# Porte de Baldur
Pour les articles homonymes, voir Baldur (homonymie).
La Porte de Baldur est une ville fictive située sur la Côte des Épées à l’ouest de Féerune, dans le monde imaginaire des Royaumes oubliés, du jeu de rôle Donjons et Dragons.
Il est possible de se rendre à la Porte de Baldur dans les jeux vidéos Baldur's Gate, Baldur's Gate: Dark Alliance et Baldur's Gate 3.